# Violence (Editors)
Violence è il sesto album in studio del gruppo musicale britannico Editors, pubblicato il 9 marzo 2018.
L'album è stato anticipato dai singoli Magazine e Hallelujah (So Low), pubblicati rispettivamente il 16 gennaio ed il 21 febbraio 2018.

## Tracce
Edizione Standard
1. Cold – 3:38
2. Hallelujah (So Low) – 3:55
3. Violence – 6:06
4. Darkness at the Door – 4:26
5. Nothingness – 5:05
6. Magazine – 3:55
7. No Sound But the Wind – 4:27
8. Counting Spooks – 5:43
9. Belong – 6:02

Durata totale: 43:17
Tracce bonus nell'edizione Deluxe
1. The Pulse – 6:32
2. When We Were Angels – 5:18

Traccia bonus nell'edizione giapponese
1. The Pulse (Oxford) – 5:59

## Classifiche

### Classifiche settimanali
| Classifica (2018) | Posizione massima |
| ----------------- | ----------------- |
| Austria           | 6                 |
| Belgio (Fiandre)  | 1                 |
| Belgio (Vallonia) | 3                 |
| Francia           | 49                |
| Germania          | 6                 |
| Irlanda           | 20                |
| Italia            | 24                |
| Paesi Bassi       | 2                 |
| Polonia           | 10                |
| Portogallo        | 25                |
| Regno Unito       | 6                 |
| Spagna            | 29                |
| Svizzera          | 10                |

### Classifiche di fine anno
| Classifica (2018) | Posizione |
| ----------------- | --------- |
| Belgio (Fiandre)  | 16        |
| Belgio (Vallonia) | 136       |